# Edward, grof od Wessexa
Edward, punim imenom Edward Antony Richard Louis (Buckinghamska palača, London, Engleska, 10. ožujka 1964.), britanski princ, grof od Wessexa i viskont Severna, najmlađi od četvero djece britanske kraljice Elizabete II. i princa Filipa, vojvode od Edinburgha te najmlađi brat kralja Charlsa III.. Jedan je od prve djece britanskih monarha koji se počeo baviti privatnim poduzetništvom.
Pohađao je školu Gordonstoun u Škotskoj, nakon koje je studirao povijest na Jesus Collegeu u Cambridgeu. Poslije studija, pohađao je vojnu obuku među kraljevskim marincima, ali je odustao na polovici treninga 1987. godine. Osnovao je kazališnu produkcijsku kompaniju, koja je propala 1991. godine, zbog financijskih gubitaka. Potom je 1993. godine, osnovao Ardent Productions, Ltd., koja je opstala na tržištu uglavnom snimajući dokumentarce o prošlosti kraljevske obitelji.
Dana 19. lipnja 1999. godine vjenčao se sa Sophijom Rhys-Jones, konzultanticom za odnose s javnošću, s kojom ima dvoje djece: Louise (r. 2003.) i Jamesa (r. 2007.).

## Vanjske poveznice
- - Prince Edward, grof Wessexa i viskont Severna - Britannica Online (engl.)